# 白茎眼子菜
白茎眼子菜（学名：[Potamogeton praelongus] 错误：{{Lang}}：文本有斜体标记（帮助））为眼子菜科眼子菜属下的一个种。

## 扩展阅读
- 維基物種上的相關：白茎眼子菜